# کوخالو (آذرشهر)
کوخالو یکی از روستاهای استان آذربایجان شرقی است که در دهستان شیرامین بخش حومه واقع شده‌است.این روستا ۲۰۳ نفر جمعیت دارد.